# Miles Davis Quartet
Albums de Miles Davis
Miles Davis Volume 2 (1953) Miles Davis All Star Sextet (1954)
Miles Davis Quartet est un album de jazz de Miles Davis sorti en 1954 par Prestige Records.

## Historique
Les titres Four, Old Devil Moon, Smooch, Blue Haze, When Lights Are Low, Tune Up, Miles Ahead sont repris sur l'album Blue Haze du même label en octobre 1956.
"I'll Remember April", enregistré le 3 avril 1954 faisait initialement partie de la version originale du disque en format 25 cm "Walkin'" fut remplacé dans la réédition en format 30 cm par "Love Me or Leave Me". "I'll Remember April" fait maintenant partie de Blue Haze.

## Liste des pistes
| No | Titre               | Musique                        | Durée |
| -- | ------------------- | ------------------------------ | ----- |
| 1. | When Lights Are Low | Benny Carter, Spencer Williams | 3:25  |
| 2. | Tune Up             | Miles Davis                    | 3:52  |
| 3. | Miles Ahead         | Miles Davis                    | 4:28  |
| 4. | Smooch              | Miles Davis, Charles Mingus    | 3:04  |
| 5. | Four                | Miles Davis                    | 4:00  |
| 6. | Old Devil Moon      | Burton Lane, Yip Harburg       | 3:22  |
| 7. | Blue Haze           | Miles Davis                    | 6:08  |

## Séances d'enregistrements
Titres 1 à 4 le 19 mai 1953, WOR Studios, New York
- Miles Davis : trompette
- John Lewis : piano (titres 1-3)
- Charles Mingus : piano (titre 4)
- Percy Heath : contrebasse
- Max Roach : batterie (titres 1-4)

Titres 5 à 7 le 15 mars 1954, Beltone Studios, New York
- Miles Davis : trompette
- Horace Silver : piano
- Percy Heath : contrebasse
- Art Blakey : batterie